# پیتر لیدز
پیتر لیدز (انگلیسی: Peter Leeds؛ ‏ ۳۰ مهٔ ۱۹۱۷ – ۱۲ نوامبر ۱۹۹۶) بازیگر اهل ایالات متحده آمریکا بود. وی بین سال‌های ۱۹۴۱ تا ۱۹۹۶ میلادی فعالیت می‌کرد.
از فیلم‌ها یا مجموعه‌های تلویزیونی که وی در آن‌ها نقش داشته است، می‌توان به آخرین باری که پاریس را دیدم، شهر دختران و ماجراهای کوئیک درا مک‌گرا اشاره نمود.